# アリソン・ラプラカ
アリソン・ラプラカ（Alison LaPlaca、1959年12月16日 - ）は、アメリカ合衆国の女優。

## 出演作品
- ライ・トゥ・ミー　嘘の瞬間 シーズン1
- WITHOUT A TRACE/FBI 失踪者を追え! ファイナル・シーズン
- ボストン・リーガル シーズン4
- グレイズ・アナトミー 恋の解剖学4
- The O.C. シーズン4
- デスパレートな妻たち3
- フレンズ 4th Season
- フレンズ 3rd Season
- マッド・ハウス/珍入者撃退作戦